# Hier können Familien Kaffee kochen

Theodor Hosemann:
Hier können Familien Kaffee kochen (Gartenwirtschaft im Grünen),
Öl auf Leinwand, 1861

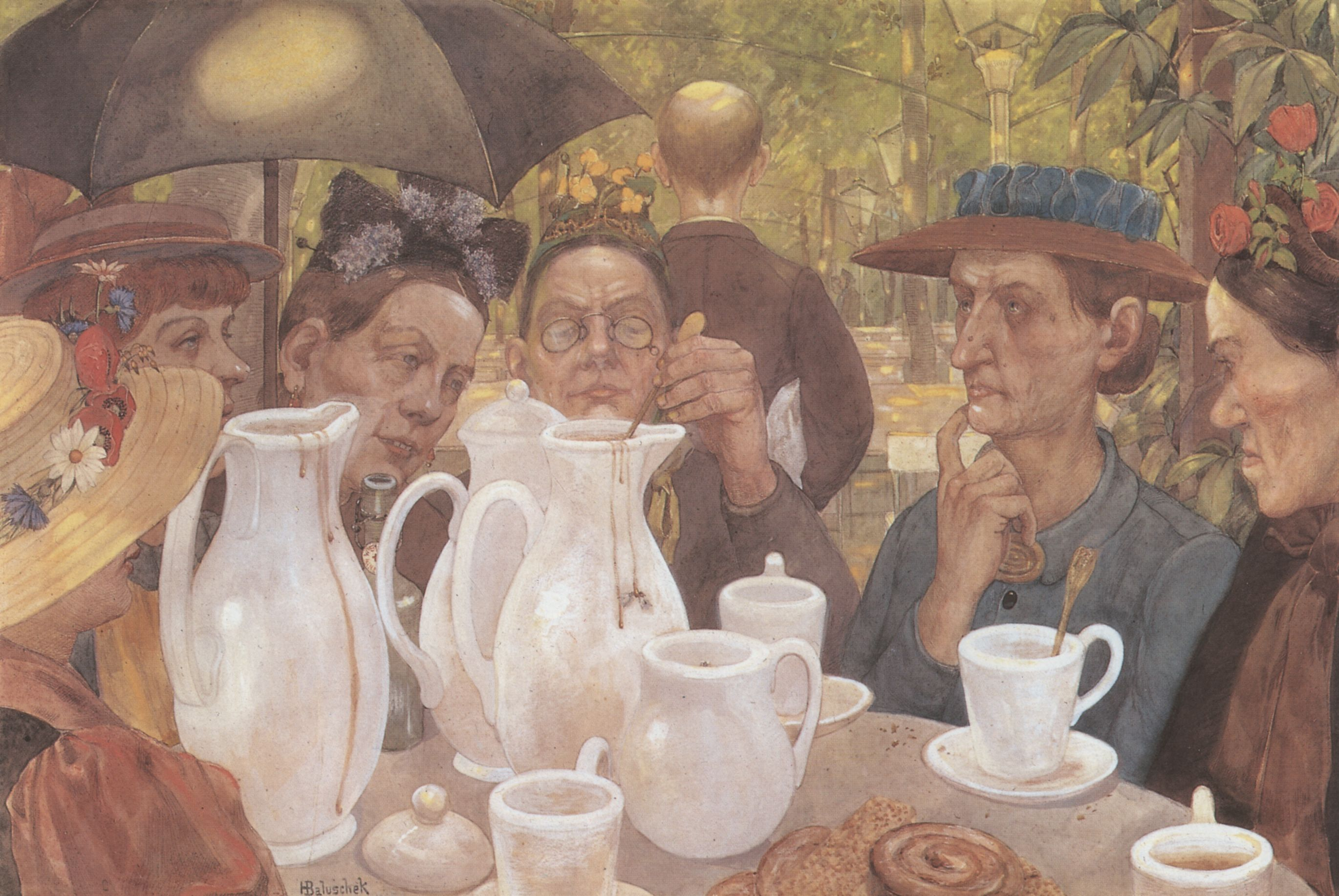
Hans Baluschek:
Hier können Familien Kaffee kochen,
Öl auf Leinwand, 1895

Hier können Familien Kaffee kochen ist ein geflügeltes Wort, das im Berliner Milieu zu Beginn des 19. Jahrhunderts entstand.
Im ehemaligen Berliner Vorort Treptow gab es schon seit dem 18. Jahrhundert ein bekanntes Gasthaus namens „Spreebudike“, das viele Berliner Ausflügler anzog. Ab 1779 siedelte König Friedrich II. im Rahmen der Binnenkolonisation sächsische Kolonisten in Treptow an. Diese begannen um 1800 ebenfalls, die Ausflügler zu bewirten, weigerten sich aber, die Getränkekonzessionen zu zahlen. Als ihnen daraufhin der Ausschank verboten wurde, kam eine Kolonistin auf die Idee, nur Geschirr und heißes Wasser zu verkaufen. Die Gäste brachten das Kaffeepulver und Speisen selbst mit. Die Geschäftsidee und der Slogan „Hier können Familien Kaffee kochen“ verbreitete sich daraufhin im gesamten Berliner Umland.
Lokale mit dieser Dienstleistung und den entsprechenden Reklameschildern bestanden um Berlin während des ganzen 19. und noch zu Beginn des 20. Jahrhunderts. Der Slogan wurde später erweitert und variiert, zum Beispiel zu: „Der alte Brauch wird nicht gebrochen, hier können Familien Kaffee kochen“. Er wurde auch verwendet, um das Arbeiter- und Kleinbürgermilieu insgesamt zu bezeichnen. Als solcher diente er zum Titel zweier Gemälde: Theodor Hosemann schuf 1861 ein Ölgemälde mit dem Titel Hier können Familien Kaffee kochen (Gartenwirtschaft im Grünen). Ein gleichnamiges Bild von Hans Baluschek, das dem sozialkritischen Realismus zuzuordnen ist, entstand 1895.
Kurt Tucholsky nutzte das geflügelte Wort um die SPD zu charakterisieren:

„Es ist ein Unglück, daß die SPD Sozialdemokratische Partei Deutschlands heißt. Hieße sie seit dem 1. August 1914 Reformistische Partei oder Partei des kleinern Übels oder Hier können Familien Kaffee kochen oder so etwas –: vielen Arbeitern hätte der neue Name die Augen geöffnet, und sie wären dahingegangen, wohin sie gehören: zu einer Arbeiterpartei. So aber macht der Laden seine schlechten Geschäfte unter einem ehemals guten Namen.“